# Liste des médaillées aux championnats du monde de gymnastique rythmique - Massues
| Édition | Lieu                | Or                                                                 | Argent                      | Bronze                                                            |
| ------- | ------------------- | ------------------------------------------------------------------ | --------------------------- | ----------------------------------------------------------------- |
| 1963    | Budapest            | pas d'épreuve aux massues                                          | pas d'épreuve aux massues   | pas d'épreuve aux massues                                         |
| 1965    | Prague              | pas d'épreuve aux massues                                          | pas d'épreuve aux massues   | pas d'épreuve aux massues                                         |
| 1967    | Copenhague          | pas d'épreuve aux massues                                          | pas d'épreuve aux massues   | pas d'épreuve aux massues                                         |
| 1969    | Varna               | pas d'épreuve aux massues                                          | pas d'épreuve aux massues   | pas d'épreuve aux massues                                         |
| 1971    | La Havane           | pas d'épreuve aux massues                                          | pas d'épreuve aux massues   | pas d'épreuve aux massues                                         |
| 1973    | Rotterdam           | Galima Chougourova (URS)                                           | Natalia Krachinnekova (URS) | Maria Gigova (BUL)                                                |
| 1975    | Madrid              | Christiana Rosenberg (GER)                                         | Carman Rischer (GER)        | María Jesús Alegre (ESP)                                          |
| 1977    | Bâle                | pas d'épreuve aux massues                                          | pas d'épreuve aux massues   | pas d'épreuve aux massues                                         |
| 1979    | Londres             | Daniela Bošsanská (CZE) Irina Deriouguina (URS) Iliana Raeva (BUL) | -                           | -                                                                 |
| 1981    | Munich              | Anelia Ralenkova (BUL)                                             | Lilia Ignatova (BUL)        | Irina Devina (URS)                                                |
| 1983    | Strasbourg          | Diliana Guerguieva (BUL) Lilia Ignatova (BUL)                      | -                           | Dalia Kutkaitė (URS) Anelia Ralenkova (BUL)                       |
| 1985    | Valladolid          | Diliana Guerguieva (BUL) Lilia Ignatova (BUL)                      | -                           | Tatiana Drouchinina (URS)                                         |
| 1987    | Varna               | Anna Kotchneva (URS) Bianka Panova (BUL)                           | -                           | Marina Lobatch (URS)                                              |
| 1989    | Sarajevo            | pas d'épreuve aux massues                                          | pas d'épreuve aux massues   | pas d'épreuve aux massues                                         |
| 1991    | Athènes             | Oleksandra Tymoshenko (URS)                                        | Mila Marinova (BUL)         | Samantha Ferrari (ITA)                                            |
| 1992    | Bruxelles           | Oksana Kostina (RUS)                                               | Maria Petrova (BUL)         | Diana Popova (BUL) Carmen Acedo (ESP)                             |
| 1993    | Alicante            | Carmen Acedo (ESP)                                                 | Carolina Pascual (ESP)      | Tatiana Ogrizko (BLR) Maria Petrova (BUL) Elena Vitrichenko (UKR) |
| 1994    | Paris               | Ekaterina Serebrianskaya (UKR)                                     | Maria Petrova (BUL)         | Amina Zaripova (RUS)                                              |
| 1995    | Vienne              | Maria Petrova (BUL) Amina Zaripova (RUS)                           | -                           | Ekaterina Serebrianskaya (UKR) Elena Vitrichenko (UKR)            |
| 1996    | Budapest            | Amina Zaripova (RUS)                                               | Elena Vitrichenko (UKR)     | Maria Petrova (BUL)                                               |
| 1997    | Berlin              | Elena Vitrichenko (UKR)                                            | Yanina Batyrchina (RUS)     | Natalia Lipkovskaya (RUS) Tatiana Popova (UKR)                    |
| 1998    | Séville             | pas de concours individuel                                         | pas de concours individuel  | pas de concours individuel                                        |
| 1999    | Ōsaka               | pas d'épreuve aux massues                                          | pas d'épreuve aux massues   | pas d'épreuve aux massues                                         |
| 2001    | Madrid              | Simona Peïcheva (BUL)                                              | Elena Tkachenko (BLR)       | Tamara Yerofeeva (UKR)                                            |
| 2002    | La Nouvelle-Orléans | pas de concours individuel                                         | pas de concours individuel  | pas de concours individuel                                        |
| 2003    | Budapest            | Anna Bessonova (UKR)                                               | Irina Tchachina (RUS)       | Alina Kabaeva (RUS)                                               |
| 2005    | Bakou               | Olga Kapranova (RUS)                                               | Anna Bessonova (UKR)        | Irina Tchachina (RUS)                                             |
| 2007    | Patras              | Olga Kapranova (RUS)                                               | Anna Bessonova (UKR)        | Vera Sessina (RUS)                                                |
| 2009    | Ise                 | pas d'épreuve aux massues                                          | pas d'épreuve aux massues   | pas d'épreuve aux massues                                         |
| 2010    | Moscou              | pas d'épreuve aux massues                                          | pas d'épreuve aux massues   | pas d'épreuve aux massues                                         |
| 2011    | Montpellier         | Evgenia Kanaeva (RUS)                                              | Daria Kondakova (RUS)       | Silvia Miteva (BUL)                                               |
| 2013    | Kiev                | Yana Kudryavtseva (RUS) Margarita Mamun (RUS)                      | non décernée                | Alina Maksymenko (UKR)                                            |
| 2014    | Izmir               | Yana Kudryavtseva (RUS)                                            | Margarita Mamun (RUS)       | Hanna Rizatdinova (UKR)                                           |
| 2015    | Stuttgart           | Yana Kudryavtseva (RUS)                                            | Aleksandra Soldatova (RUS)  | Hanna Rizatdinova (UKR)                                           |
| 2017    | Pesaro              | Dina Averina (RUS)                                                 | Katsiaryna Halkina (BLR)    | Arina Averina (RUS)                                               |
| 2018    | Sofia               | Dina Averina (RUS)                                                 | Katsiaryna Halkina (BLR)    | Arina Averina (RUS)                                               |
| 2019    | Bakou               | Dina Averina (RUS)                                                 | Linoy Ashram (ISR)          | Vlada Nikolchenko (UKR)                                           |